# Acutalis flavozonata
Acutalis flavozonata är en insektsart som beskrevs av Leon Fairmaire. Acutalis flavozonata ingår i släktet Acutalis och familjen hornstritar. Inga underarter finns listade i Catalogue of Life.